# الاگوینها، پارایبا
الاگوینها، پارایبا (به پرتغالی: Alagoinha, Paraíba) یک سکونتگاه مسکونی در برزیل است که در پارائیبا واقع شده‌است.